# L'Eau Vive (restaurant)
Pour les articles homonymes, voir Eau vive.
L'Eau Vive est un restaurant situé à Profondeville, en Belgique, qui a reçu deux étoiles au Guide Michelin en 2012. Le chef, Pierre Résimont est issu de l' école hôtelière de la province de Namur.

## Étoiles Michelin
- Depuis 2010

## Gault et Millau
17/20 